# Кравченко Віктор Васильович
Віктор Васильович Кравченко (нар. 6 квітня 1952,  Рудівка, Сватівський район, Луганська область) — український хімік, доктор хімічних наук, завідувач відділу дослідження нуклеофільних реакцій Інституту фізико-органічної хімії і вуглехімії ім. Л. М. Литвиненка НАН України.

## Біографія
Віктор Васильович Кравченко народився  6 квітня 1952 у селі Рудівка Сватівського району Луганської області. 1974 року закінчив Донецький державний університет. Того ж року починає працювати в Інституті фізико-органічної хімії АН УРСР  у Донецьку.  1982 року захистив дисертацію на здобуття наукового ступеня кандидата хімічних наук з органічної хімії.  З 1990 року старший науковий співробітник. 1992 року захистив дисертацію на здобуття наукового ступеня доктора хімічних наук з органічної хімії за темою «Реакції амінолізу активованих вінілгалогенідів та вініламмонієвих солей». З 1993 року на посаді провідного наукового співробітника відділу хімії молекулярних комплексів ІнФОВ.
Після переведення інституту у Київ у зв'язку з російською окупацією Донецька на посаді завідувача відділу дослідження нуклеофільних реакцій Інституту фізико-органічної хімії і вуглехімії ім. Л. М. Литвиненка НАН України. Член вченої ради інституту.

## Наукові інтереси
До сфери наукових інтересів В. В. Кравченка входять дослідження реакцій нуклеофільного заміщення та приєднання при вінільному та оксирановому центрах, вивчення впливу внутрішньомолекулярного, нуклеофільного та загальноосновного каталіз у цих реакціях, а також синтез і вивчення фізико-хімічних властивостей супряжених полімерів і монодисперсних макромолекулярних систем як органічних матеріалів в молекулярній та оптоелектроніці.

## Основні праці
- Influence of solvents on the reaction of 5-nitro-2-furylvinyl-trimethylammonium bromide with piperidine. Chemical Papers. 1987, 41 (5), P. 593[2]
- Нуклеофильный катализ органическими основаниями реакций SN-Vin-замещения // Докл. АНУ. 1992. № 10
- Влияние структуры четвертичных триалкилвиниламмониевых солей на скорость их реакций с триэтиламин-N-оксидом в ацетонитриле // УХЖ. 2010. Т. 76, № 3
- Some features of information properties of holographic recording media based on a photoconducting carbazolyl-containing oligomer doped with an organic electron acceptor. Applied Optics. 2016, 55 (12), B31
- Photothermoplastic recording media and its application in the holographic method of determination of the refractive index of liquid objects. Applied Optics. 2018, 57 (8), P. 1832.